# Сжигаемая
«Сжигаемая» — комедия древнегреческого драматурга Менандра (IV—III века до н. э.), текст которой сохранился только в виде фрагментов, приведённых в качестве цитат другими античными авторами. Время написания и постановки пьесы неизвестно.
Исследователям остаётся только строить предположения о содержании пьесы. Сходство в названии с «Остриженной» и «Получающей пощёчину» может означать и сюжетное сходство.